# Гололобово (Смоленская область)
Гололобово — деревня в Кардымовском районе Смоленской области России. Входит в состав Нетризовского сельского поселения.
Расположена в центральной части области в 17 км к юго-западу от Кардымова, в 14 км южнее автодороги Р134 «Старая Смоленская дорога» Смоленск — Дорогобуж — Вязьма — Зубцов. В 4 км северо-восточнее деревни расположена железнодорожная станция Конец на линии Смоленск — Сухиничи.

## История
В годы Великой Отечественной войны деревня была оккупирована гитлеровскими войсками в августе 1941 года, освобождена в сентябре 1943 года.